# 하이양시
하이양시(한국어: 해양시, 중국어: 海阳市, 병음: Hǎiyáng Shì)는 중화인민공화국 산둥성 옌타이 시의 현급 행정구역이다. 넓이는 1,887km2이고, 인구는 2007년 기준으로 670,000명이다.
도시는 230km의 해안선을 따라 해변 스포츠와 요트 클럽, 원시적인 아름다움이 있는 새로운 휴양지로 알려지게 되었다. 여름 휴양지이자 휴가 장소로 산둥반도의 주요 해안 도시 세 곳(옌타이, 웨이하이, 칭다오의 중앙에 위치해있으며 하이양은 2006년 12월 2일 도하의 아시아올림픽위원회에 의해 2012년 아시아 비치 게임의 개최지로 선정되었다.

## 지리
산둥반도의 남동부에 위치하고 황해 건너 한국 및 일본과 가까운 거리에 있다.
연평균 기온은 12.0℃이고 연평균 강수량은 694mm이다. 무상일수는 200일 정도이다.

### 기후
| Haiyang (1981−2010)의 기후                     | Haiyang (1981−2010)의 기후 | Haiyang (1981−2010)의 기후 | Haiyang (1981−2010)의 기후 | Haiyang (1981−2010)의 기후 | Haiyang (1981−2010)의 기후 | Haiyang (1981−2010)의 기후 | Haiyang (1981−2010)의 기후 | Haiyang (1981−2010)의 기후 | Haiyang (1981−2010)의 기후 | Haiyang (1981−2010)의 기후 | Haiyang (1981−2010)의 기후 | Haiyang (1981−2010)의 기후 | Haiyang (1981−2010)의 기후 |
| 월                                             | 1월                        | 2월                        | 3월                        | 4월                        | 5월                        | 6월                        | 7월                        | 8월                        | 9월                        | 10월                       | 11월                       | 12월                       | 연간                       |
| ---------------------------------------------- | -------------------------- | -------------------------- | -------------------------- | -------------------------- | -------------------------- | -------------------------- | -------------------------- | -------------------------- | -------------------------- | -------------------------- | -------------------------- | -------------------------- | -------------------------- |
| 역대 최고 기온 °C (°F)                         | 13.0 (55.4)                | 19.7 (67.5)                | 23.0 (73.4)                | 31.5 (88.7)                | 33.3 (91.9)                | 37.4 (99.3)                | 37.6 (99.7)                | 35.6 (96.1)                | 36.6 (97.9)                | 29.9 (85.8)                | 23.4 (74.1)                | 17.5 (63.5)                | 37.6 (99.7)                |
| 일평균 최고 기온 °C (°F)                       | 3.0 (37.4)                 | 5.3 (41.5)                 | 10.0 (50.0)                | 16.5 (61.7)                | 22.0 (71.6)                | 25.6 (78.1)                | 28.1 (82.6)                | 28.7 (83.7)                | 25.7 (78.3)                | 20.3 (68.5)                | 12.5 (54.5)                | 5.6 (42.1)                 | 16.9 (62.5)                |
| 일일 평균 기온 °C (°F)                         | −1.6 (29.1)                | 0.4 (32.7)                 | 4.9 (40.8)                 | 11.4 (52.5)                | 17.0 (62.6)                | 21.2 (70.2)                | 24.7 (76.5)                | 25.1 (77.2)                | 21.1 (70.0)                | 15.1 (59.2)                | 7.6 (45.7)                 | 1.1 (34.0)                 | 12.3 (54.2)                |
| 일평균 최저 기온 °C (°F)                       | −5.0 (23.0)                | −3.3 (26.1)                | 1.1 (34.0)                 | 7.3 (45.1)                 | 13.0 (55.4)                | 17.9 (64.2)                | 22.0 (71.6)                | 22.0 (71.6)                | 17.2 (63.0)                | 11.0 (51.8)                | 3.9 (39.0)                 | −2.3 (27.9)                | 8.7 (47.7)                 |
| 역대 최저 기온 °C (°F)                         | −13.7 (7.3)                | −13.2 (8.2)                | −9.2 (15.4)                | −3.1 (26.4)                | 4.1 (39.4)                 | 10.6 (51.1)                | 16.1 (61.0)                | 14.6 (58.3)                | 8.0 (46.4)                 | −0.5 (31.1)                | −7.9 (17.8)                | −12.5 (9.5)                | −13.7 (7.3)                |
| 평균 강수량 mm (인치)                          | 8.5 (0.33)                 | 10.4 (0.41)                | 21.3 (0.84)                | 34.0 (1.34)                | 66.7 (2.63)                | 77.8 (3.06)                | 160.6 (6.32)               | 182.7 (7.19)               | 78.1 (3.07)                | 24.9 (0.98)                | 19.5 (0.77)                | 11.3 (0.44)                | 695.8 (27.38)              |
| 평균 상대 습도 (%)                             | 61                         | 60                         | 60                         | 62                         | 68                         | 77                         | 85                         | 82                         | 71                         | 65                         | 64                         | 63                         | 68                         |
| 출처: China Meteorological Data Service Center |                            |                            |                            |                            |                            |                            |                            |                            |                            |                            |                            |                            |                            |

## 역사
하이양은 2300년 전에 중국 주변 민족 중 하나인 래이가 초기에 살던 곳으로 몇 세기 후에 중국 왕조에 흡수되었다. 하이양은 전국시대에 계속 제나라의 영토였고 진나라 때는 교동군에 속했다. 당나라, 송나라, 원나라 때는 내주부에 속했고 명나라 때는 등주부에 속했다. 1389년에 일본 왜구의 공격을 막기 위해 새롭게 설치된 9개 요새 중 하나인 대숭위 요새가 오늘날의 하이양 지역에 설치되었다. 1734년에 대숭위 요새는 해양현으로 이름이 바뀌었다. 1947년에 공산당 정부는 하이양의 동쪽 지역을 분리해 루산 현을 설치했다. 1996년에 하이양 현은 하이양 시로 승격되었다.
19세기 후반부터 1차세계대전 때까지 하이양은 두 곳의 유럽인 정착지인 칭다오(독일령, 1898)과 웨이하이(영국령, 1898)의 사이에 위치한 전략적인 마을로 1947년에 공산당 군대에 넘어가기 전까지 상업과 교역 활동이 활발했다.

## 행정 구역
3개 가도, 11개 진을 관할한다.
- 가도: 方圆街道, 东村街道, 凤城街道.
- 진: 留格店镇, 盘石店镇, 郭城镇, 徐家店镇, 发城镇, 小纪镇, 行村镇, 辛安镇, 二十里店镇, 大闫家镇, 朱吴镇.